# Koroncong (plaats)
Koroncong is een bestuurslaag in het regentschap Pandeglang van de provincie Banten, Indonesië. Koroncong telt 1585 inwoners (volkstelling 2010).